# Erfurt
Erfurt, ou na sua forma portuguesa Erforte, é a capital do Estado (Bundesland) da Turíngia, na Alemanha. É uma cidade independente (Kreisfreie Städte) ou distrito urbano (Stadtkreis), ou seja, possui estatuto de distrito (kreis).

## História

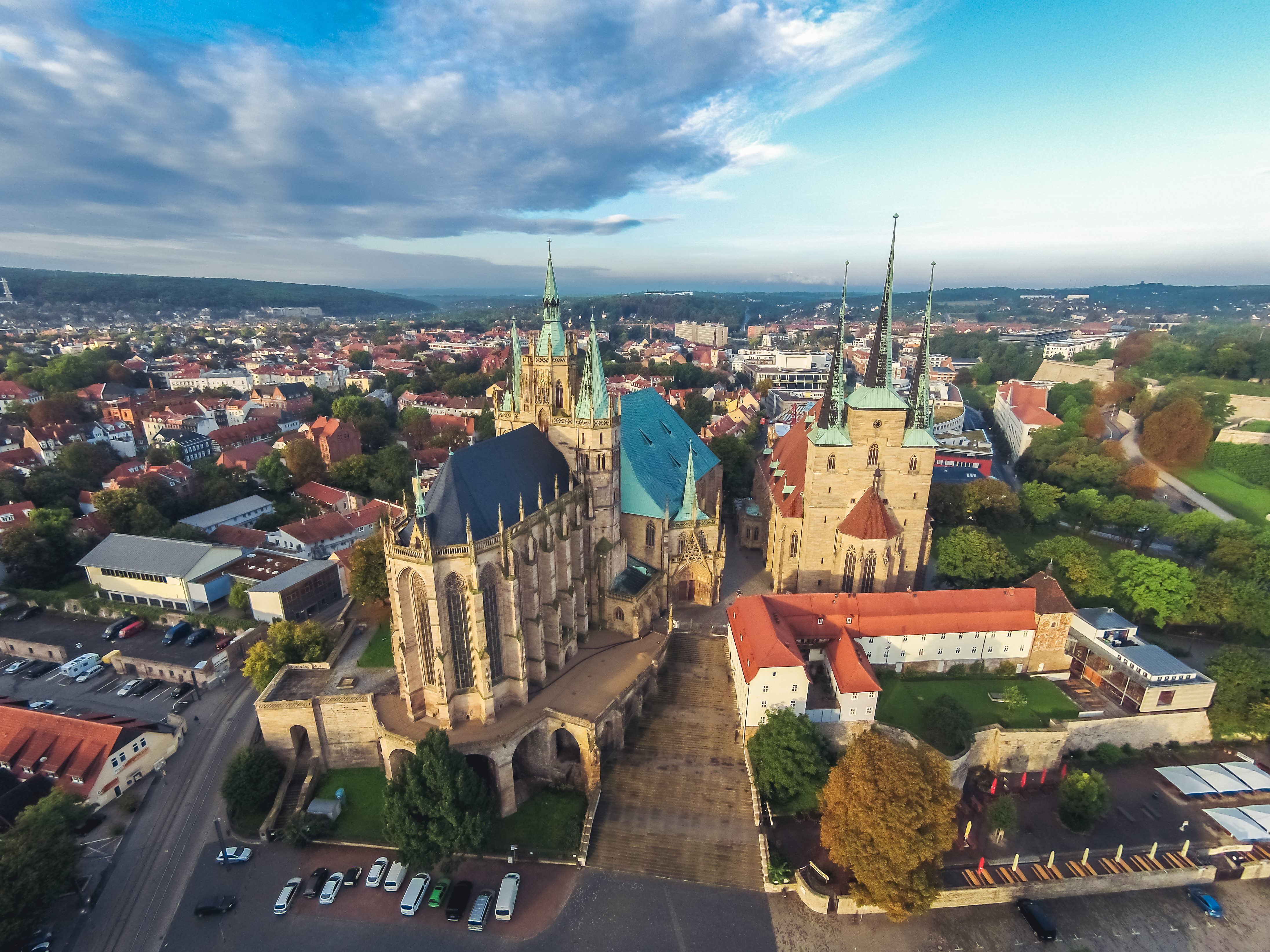
A Catedral de Erfurt (Mariendom ou "Domo de Maria") e a Igreja de São Severino (Severikirche)

As pessoas viveram na área há cerca de 100 mil anos. A cidade foi mencionada pela primeira vez por escrito em 742, em uma carta ao Papa de São Bonifácio. São Bonifácio estabeleceu o cristianismo na área. Ele criou uma igreja em Erfurt em 742. A Catedral de Erfurt foi construída no mesmo local.
A cidade está no centro da Alemanha. Estava na Via Regia, uma rede rodoviária comercial medieval que se estendeu pela Europa. Tornou-se um importante centro comercial na Idade Média. Erfurt era membro da Liga Hanseática, uma aliança de associações comerciais e cidades de mercado. A cidade era famosa por produzir pastel (Isatis tinctoria) para pintura. Aplanta de pastel Anil (indigo) é usado para fazer um corante azul.
Erfurt está no Caminhos de Santiago caminho dos peregrinos (alemão:Jakobsweg). Na Idade Média, cerca de sete mosteiros foram estabelecidos na cidade. Martinho Lutero, o pai da Reforma Protestante, viveu no Mosteiro de Santo Agostinho de 1505 a 1511. Mestre Eckhart, um famoso filósofo e teólogo, morava no Mosteiro Ordem Dominicana de cerca de 1275 até 1311.
A cidade fazia parte do Sacro Império Romano-Germânico. Transformou-se (tornou-se) parte do Reino da Prússia em 1802. De 1949 a 1990, Erfurt estava no República Democrática Alemã (Alemanha Oriental).

## Indústria
Erfurt é um centro de transporte para trens de alta velocidade e outras redes de transporte alemãs e européias. Isso faz da logística uma das principais indústrias. Outras indústrias importantes são agricultura, horticultura e microeletrônica.
O Tribunal Federal do Trabalho da Alemanha (alemão: Bundesarbeitsgericht) está em Erfurt.

## Educação
A Universidade de Erfurt foi criada pela primeira vez em 1379. Ele fechou em 1816, mas foi reaberto em 1994. Martinho Lutero estudou lá de 1501 a 1505. Também se pensa que Johannes Gutenberg, que desenvolveu a imprensa, se matriculou lá em 1418. Erfurt também possui uma "Fachhochschule", uma Universidade de Ciências Aplicadas.

## Atracções turísticas
Muitos turistas visitam o centro da cidade medieval. Uma das principais atracções turísticas é a Krämerbrücke (ponte dos comerciantes). A ponte atravessa o rio Gera. A ponte foi construída em sua forma atual em 1486. Tem edifícios com lojas e casas sobre ele. As pessoas ainda vivem nele.
A cidade é conhecida pelos seus festivais ao longo do ano. Dois milhões de pessoas visitam os mercados de Natal todos os anos.
Outros sites importantes da cidade incluem:
- Mosteiro de Santo Agostinho, onde Martinho Lutero viveu de 1505 a 1511. Foi sugerido como um possível site do Patrimônio Mundial em 2015.[9]
- Antiga Sinagoga de Erfurt, que remonta aos séculos XI e XII. É uma das mais antigas sinagogas da Europa. Foi sugerido como um possível site do Patrimônio Mundial em 2015.[10]
- Catedral de Erfurt e Severikirche (Igreja de São Severino de Ravenna), que dominam a Domplatz, a Praça da Catedral.
- Cidadela de Petersberg, uma fortaleza do século XVI em uma colina com vista para o centro da cidade. É uma das maiores e melhores citadelas melhor conservadas na Europa.[11]

## Galeria

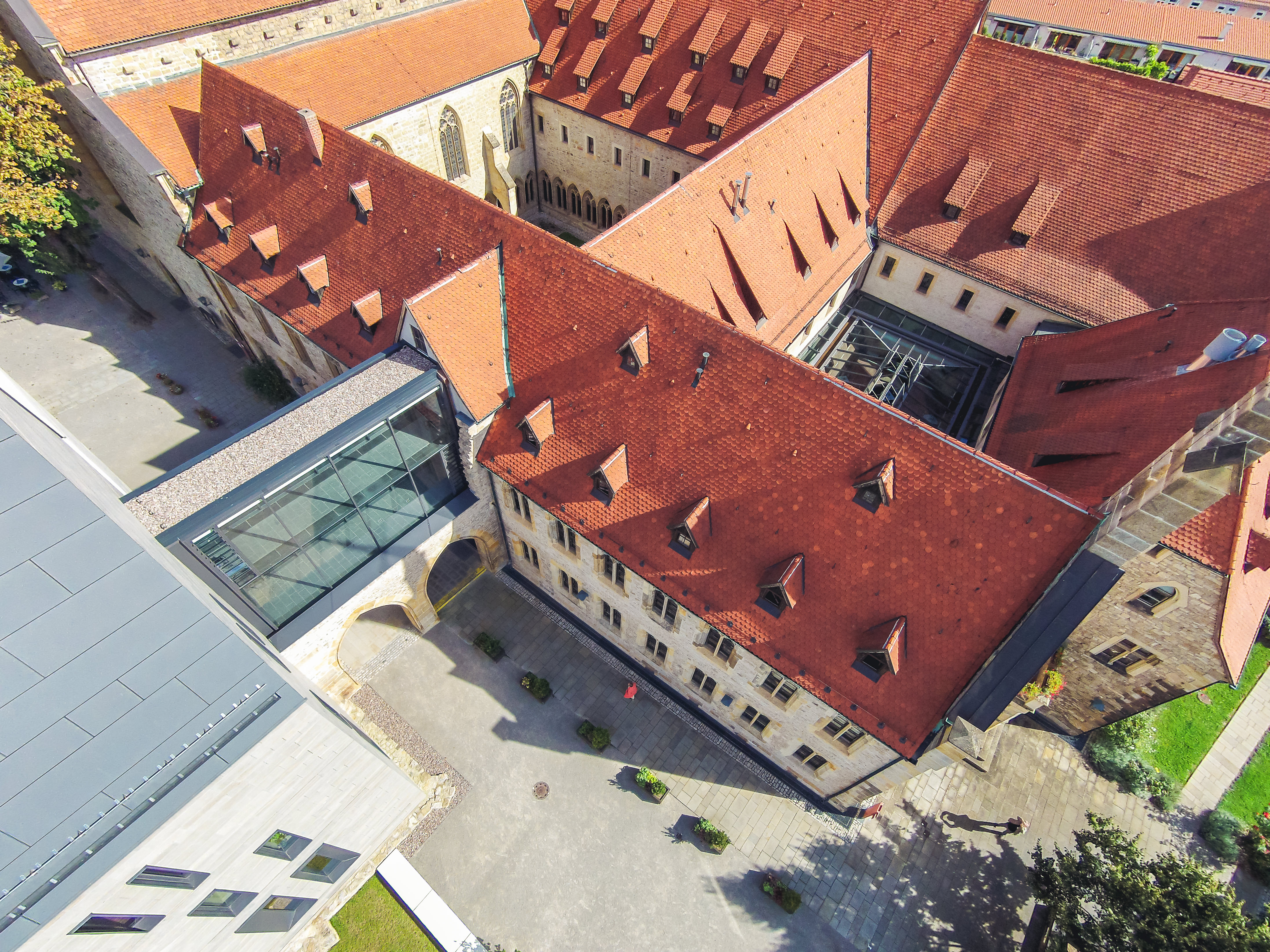
Mosteiro de Santo Agostinho (Erfurt)
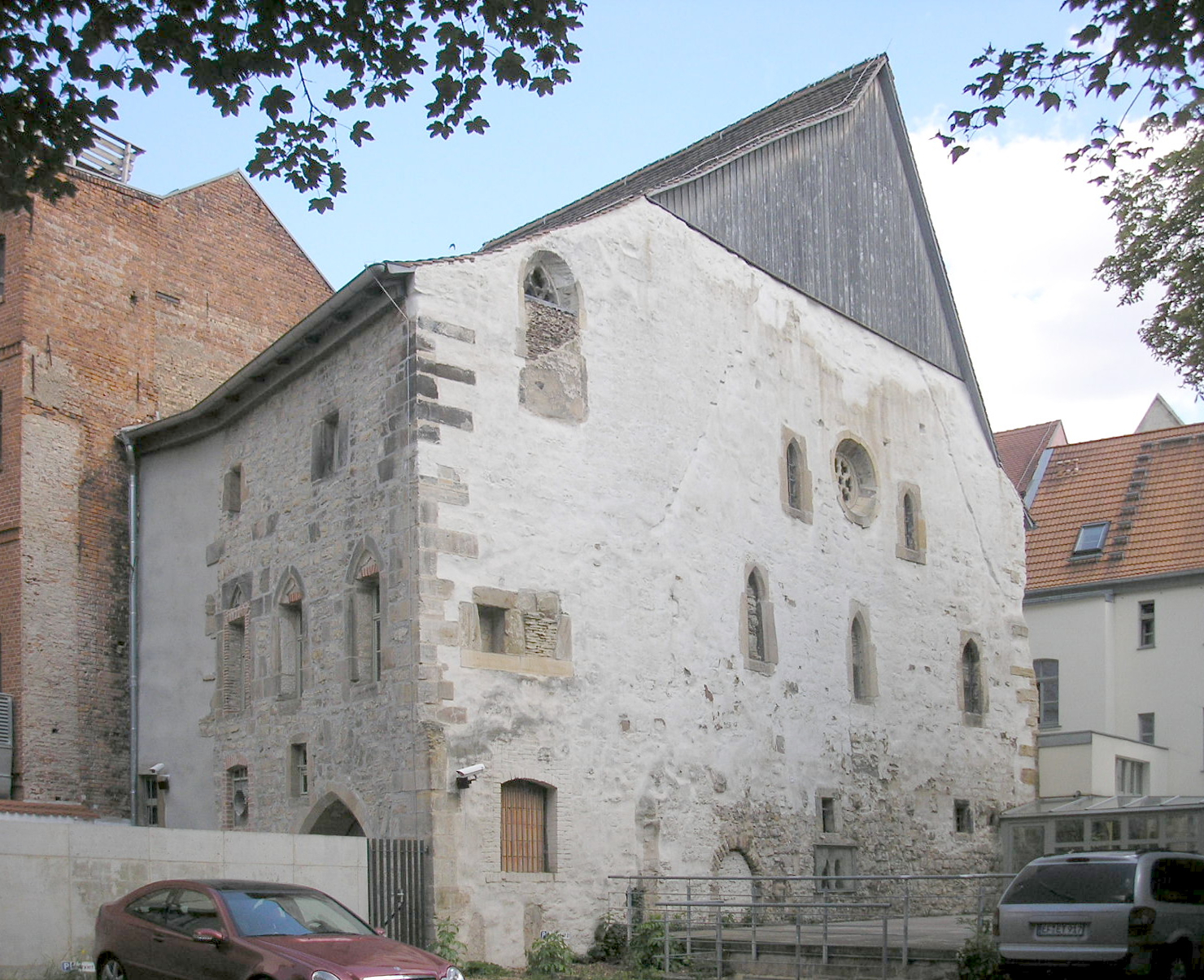
Antiga Sinagoga (Erfurt), c.1100 - 1300.
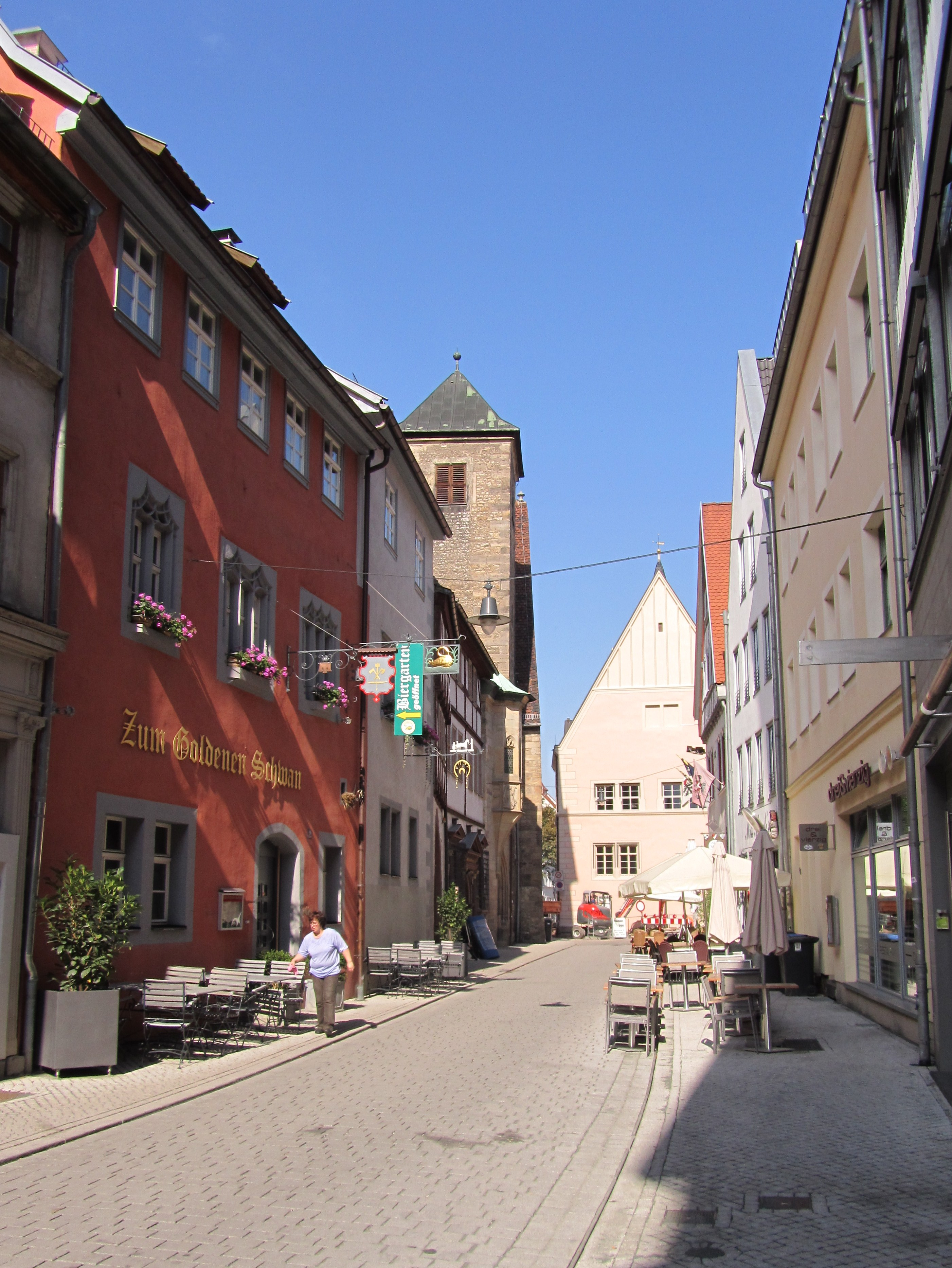
Michaelisstraße, Erfurt
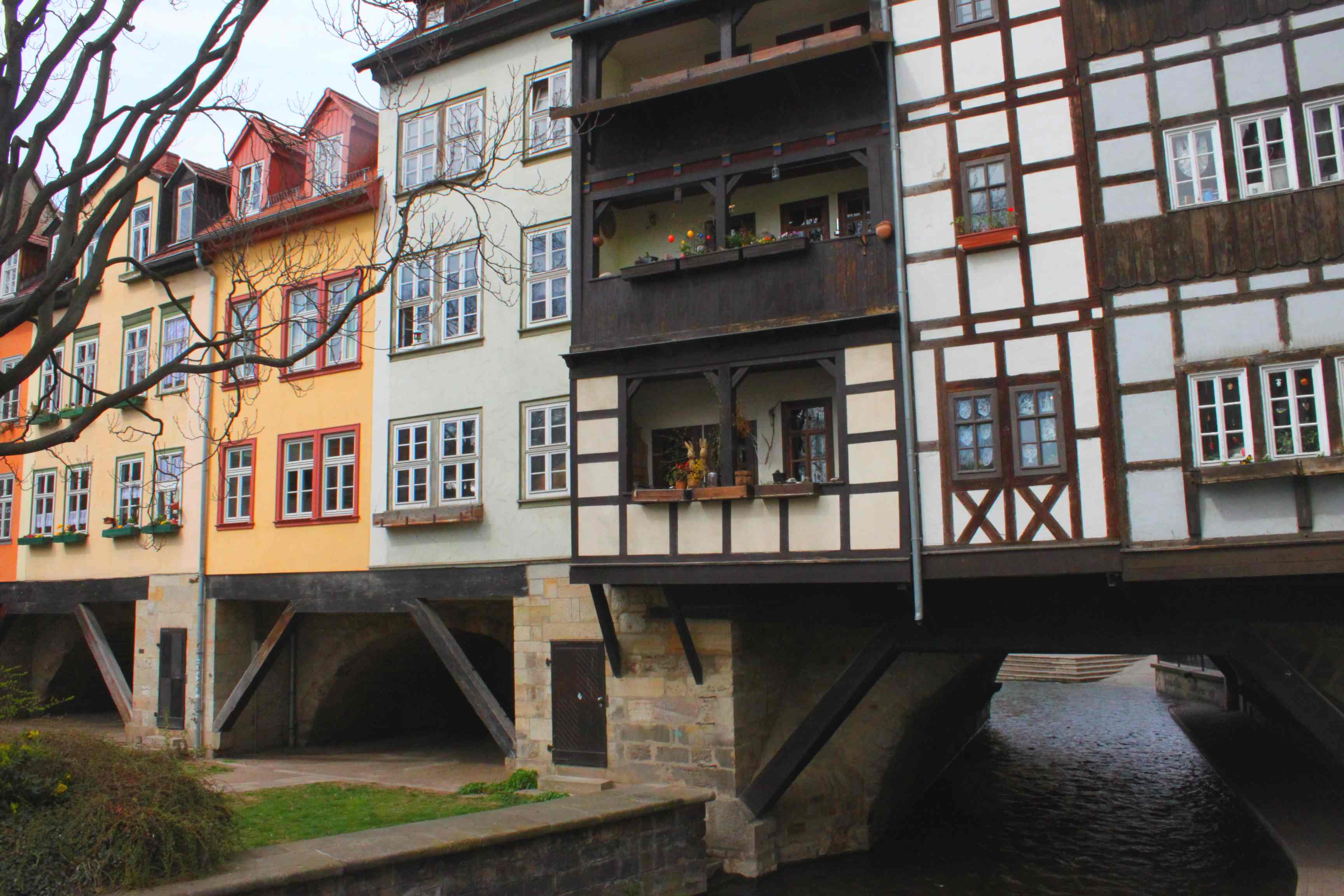
Krämerbrücke
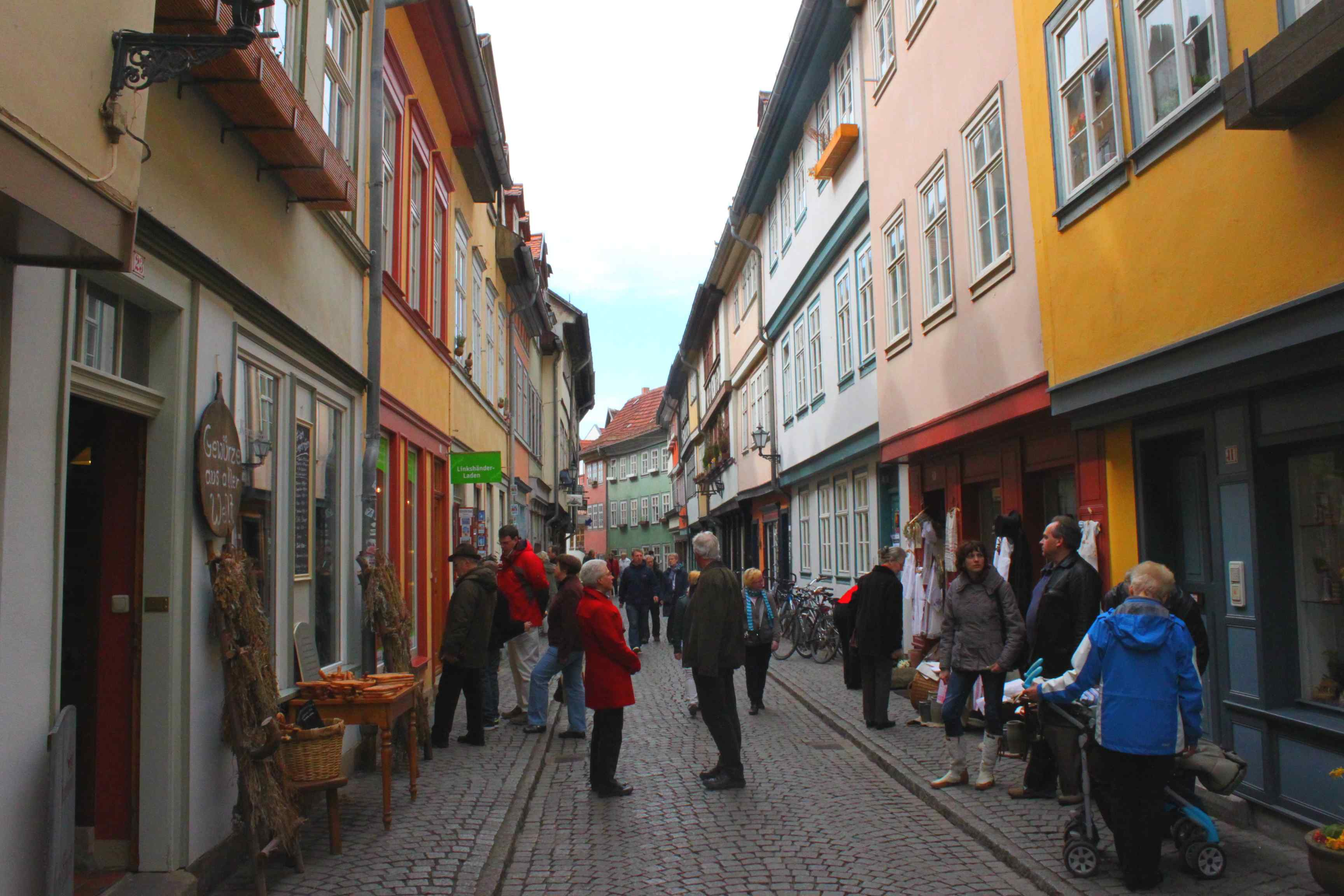
Krämerbrücke
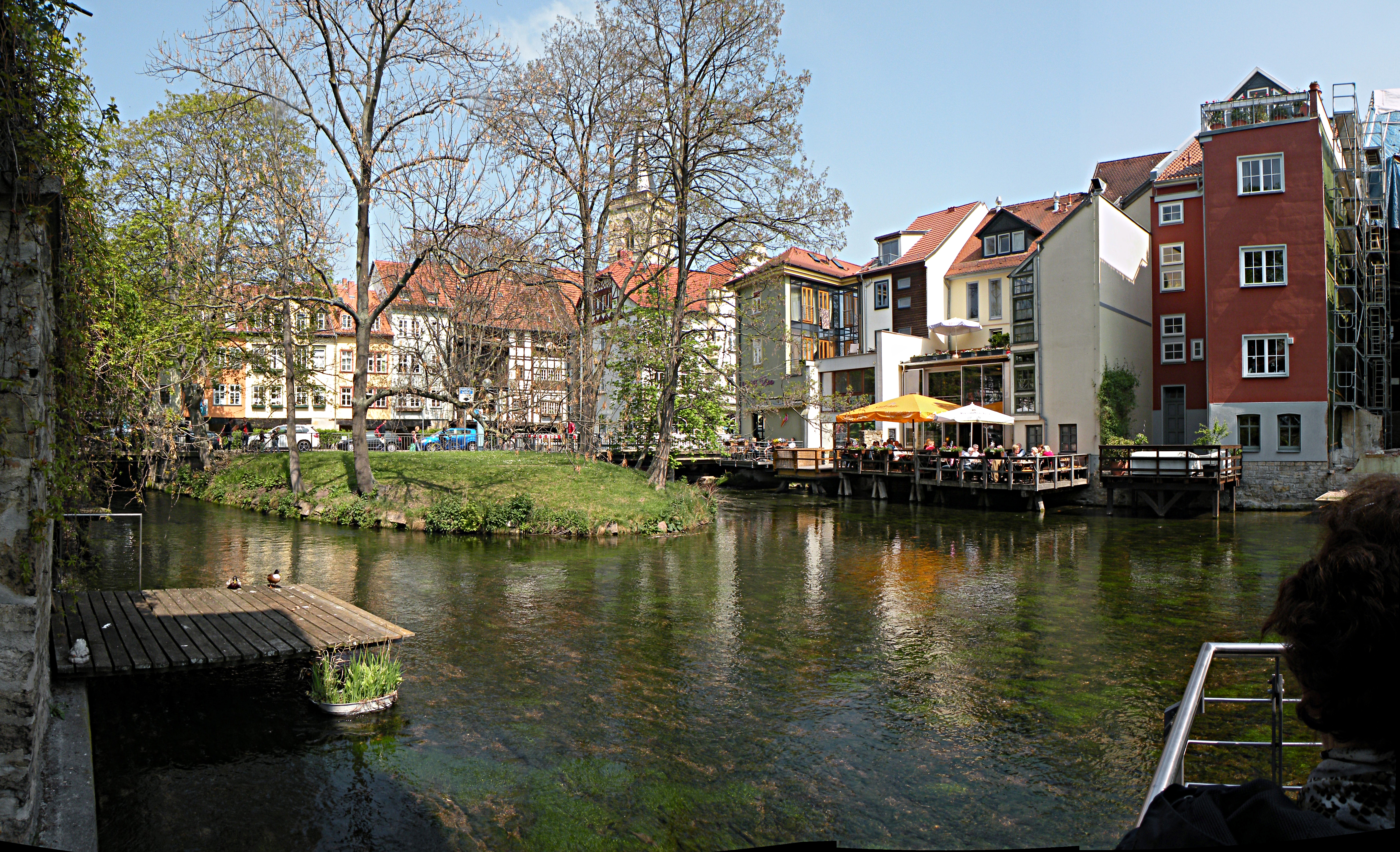
Rio Gera no centro da cidade
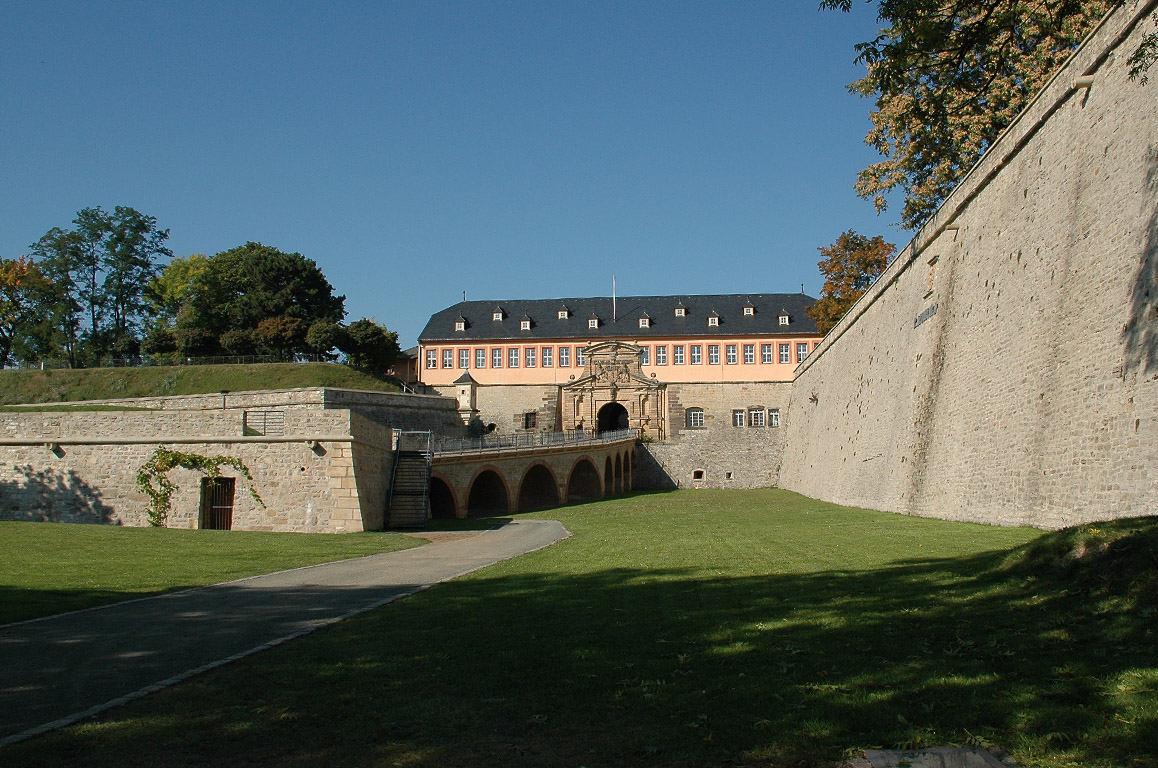
Entrada Cidadela de Petersberg
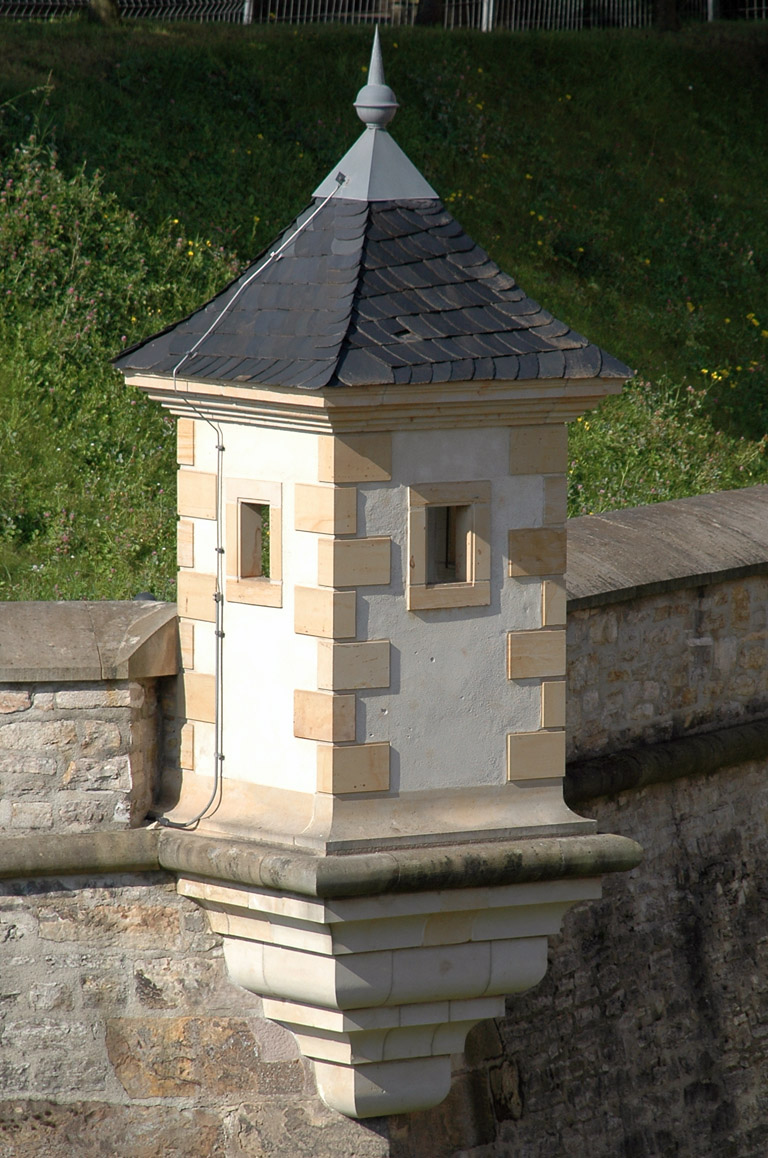
Ponto de vigia, Cidadela de Petersberg
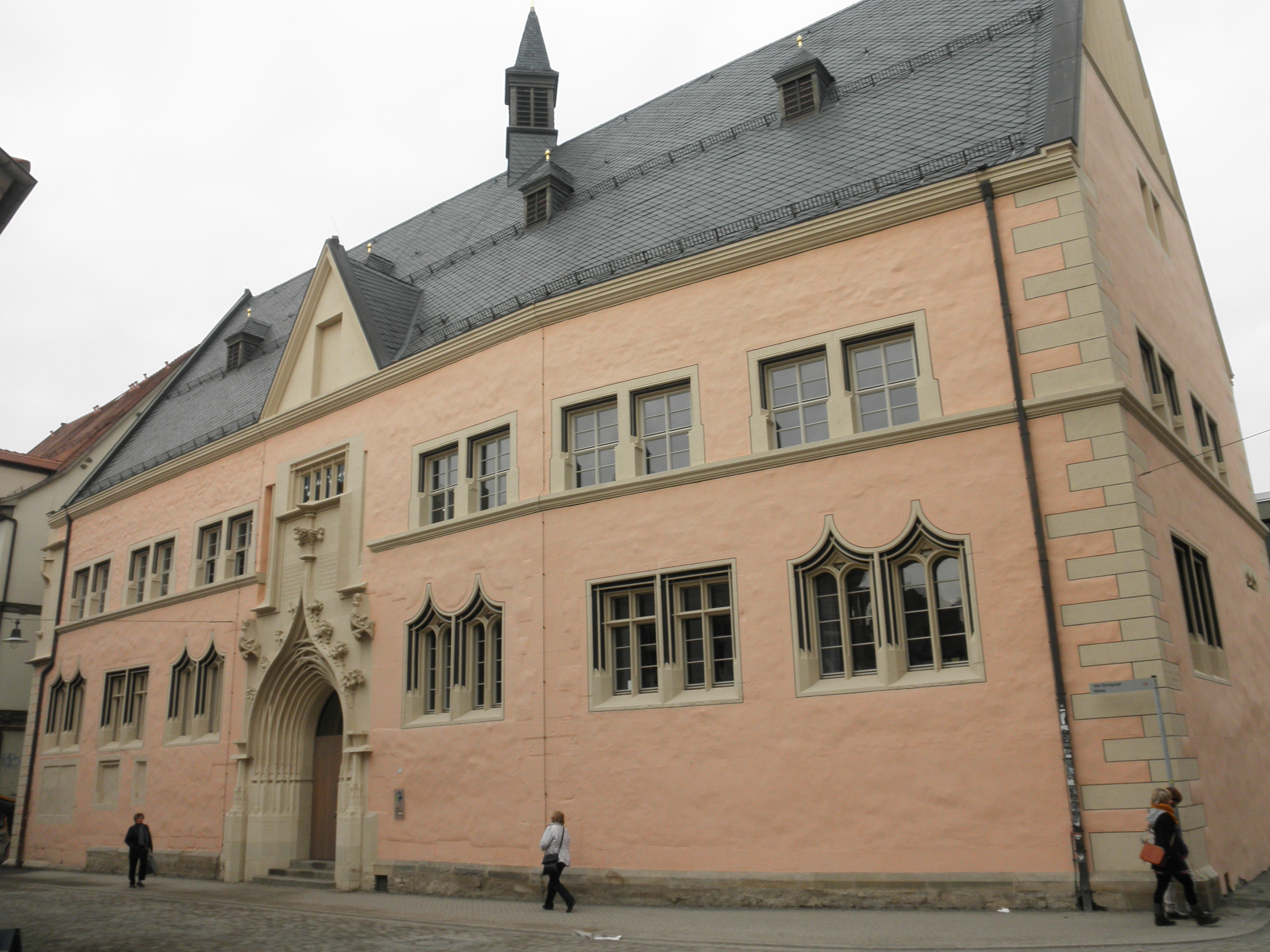
Collegium Maius - Edifício da Universidade reconstruída
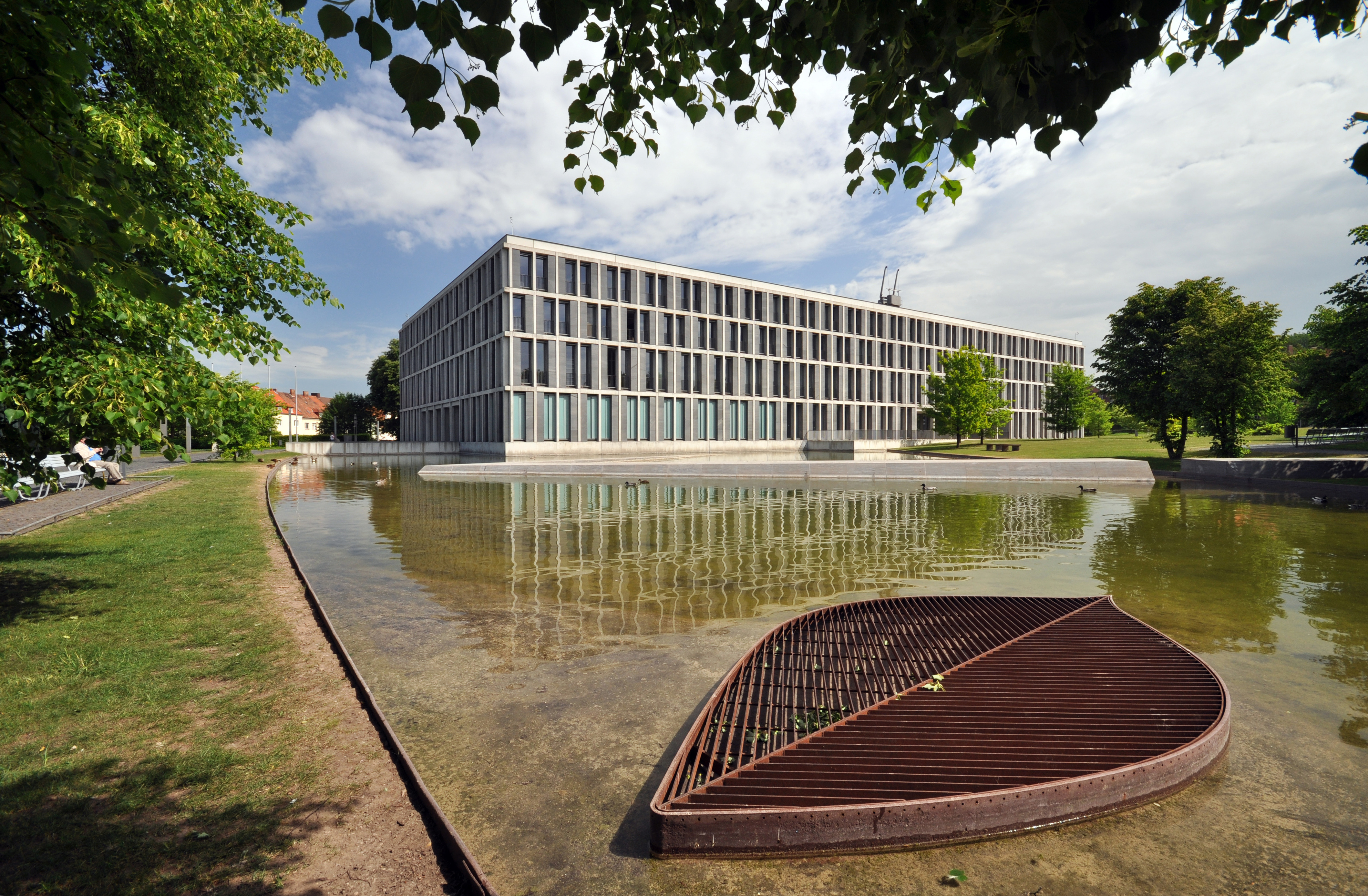
Tribunal Federal do Trabalho da Alemanha
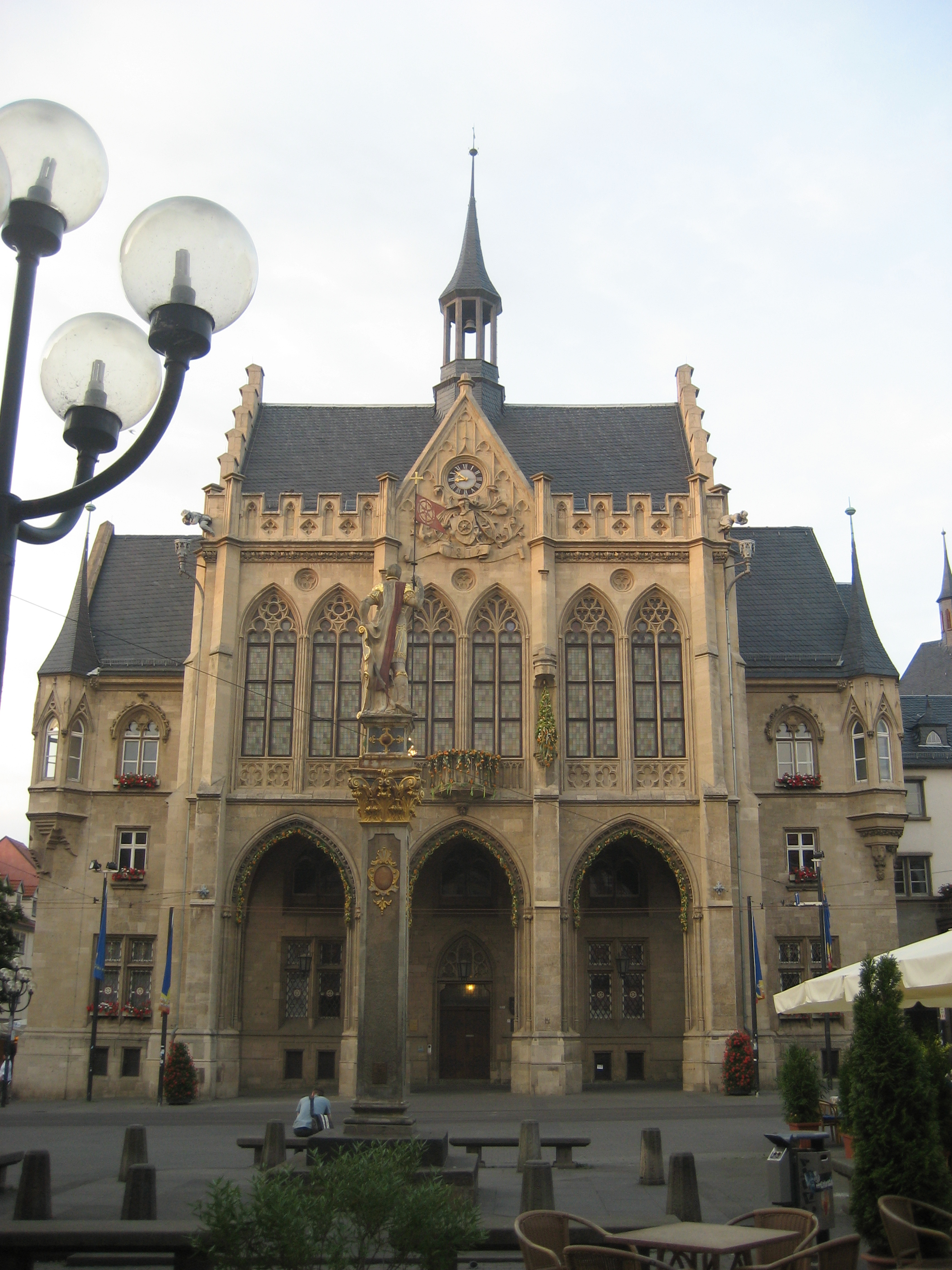
Erfurt Rathaus (prefeitura)
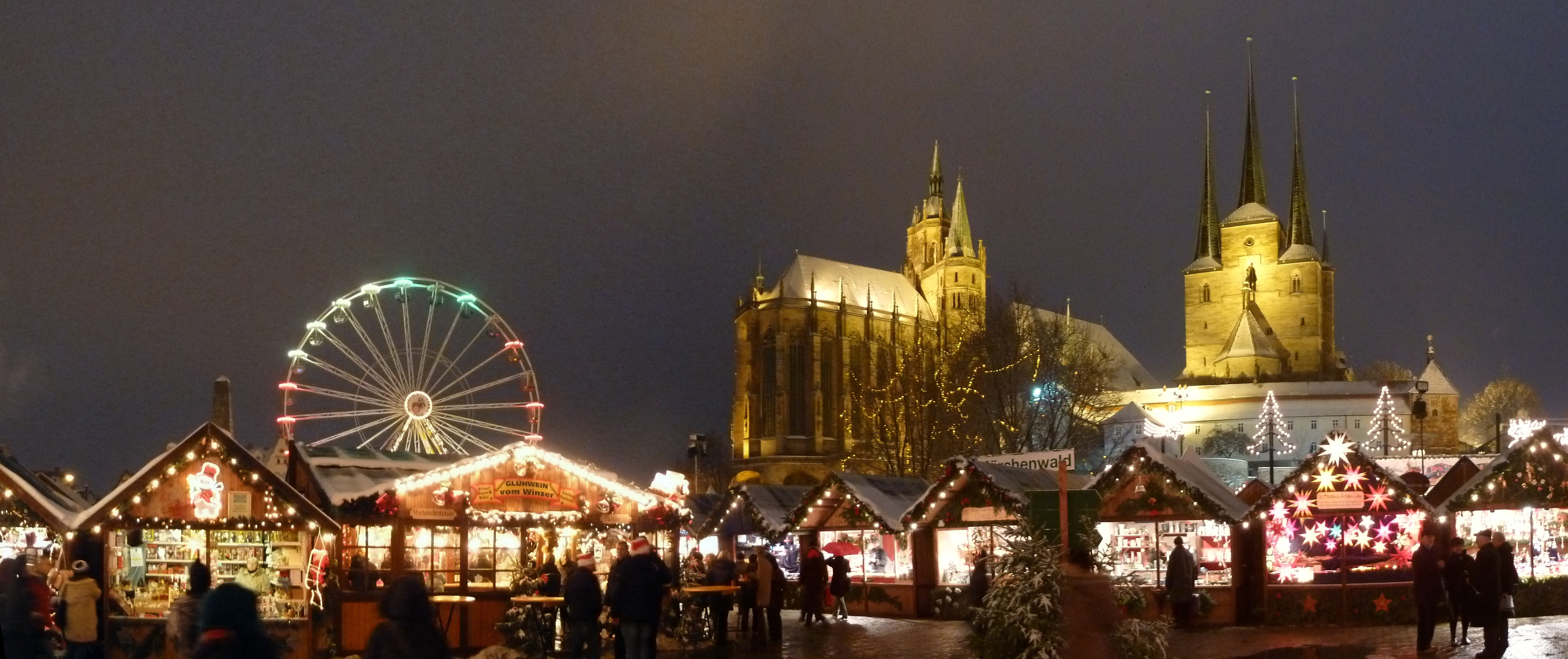
Mercados de natal de Erfurt